# Хитертон, Эрин
Эрин Хизертон (англ. Erin Heatherton (при рождении англ. Erin Heather Bubley); родилась 4 марта 1989, Скоки) — американская топ-модель, наиболее известна как один из ангелов Victoria's Secret.
Была приглашена на работу моделью французским агентством «Marilyn Agency» во время отдыха в Майами. Боссам агентства потенциальная модель приглянулась сразу, и они предложили ей хорошие стартовые условия, которые она приняла. Последовал переезд в Нью-Йорк, сразу же после этого Хизертон вышла на подиум, представляя весенне-летнюю коллекцию Дианы фон Фюрстенберг (Diane von Furstenberg). Начала свою карьеру на показах в Нью-Йорке. В различное время принимала участие в показах: Alberta Ferretti, Alberto Biani, Anteprima, Antonio Marras, Belstaff, Blugirl, Blumarine, Byblos, Carmen Marc Valvo, Carolina Herrera, Custo Barcelona, Derek Lam, Diesel StyleLab, Dolce & Gabbana, Frankie Morello, Gianfranco Ferre, Giles Deacon, Heatherette, Iceberg, Jason Wu, Just Cavalli, L.A.M.B, Lacoste, Lela Rose, Luca Luca, Marc Jacobs, Michael Kors, Moschino, Nanette Lepore, Naoki Takizawa, Oscar de la Renta, Roccobarocco, Sari Gueron, Terexov, Tommy Hilfiger, и других брэндов.
Принимает участие в Victoria’s Secret Fashion Show с 2008 года. В 2010 году дополнительно снялась для её каталога «Victoria’s Secret SWIM catalog». За последние два года появлялась также на обложках многих глянцевых изданий по всему миру: «D», «Grazia», «Velvet», «MUSE» и др.
С декабря 2011 года по октябрь 2012 года встречалась с Леонардо Ди Каприо.
C 2013 года не является ангелом Victoria’s Secret.